# Tcherniakhiv
Tcherniakhiv (en ukrainien : Черняхів) ou Tcherniakhov (en russe : Черняхов) est une commune urbaine de l'oblast de Jytomyr, en Ukraine, et le centre administratif du raïon de Tcherniakhiv. Sa population s'élevait à 9 214 habitants en 2021.

## Géographie
Tcherniakhiv est arrosé par la petite rivière Otcheretianka (en ukrainien : Очеретянка). Elle est située à 20 km au nord de Jytomyr et à 125 km l'ouest de Kiev.

## Histoire
Tcherniakhiv a le statut de commune urbaine depuis 1924.

## Population
Recensements (*) ou estimations de la population :
| 1923* | 1926* | 1959* | 1970* | 1979* | 1989*  |
| ----- | ----- | ----- | ----- | ----- | ------ |
| 4 105 | 5 526 | 6 500 | 8 437 | 9 448 | 10 378 |

| 2001*  | 2009   | 2010   | 2011  | 2012  | 2013  |
| ------ | ------ | ------ | ----- | ----- | ----- |
| 10 416 | 10 155 | 10 060 | 9 979 | 9 890 | 9 801 |

| 2021  | - | - | - | - | - |
| ----- | - | - | - | - | - |
| 9 214 | - | - | - | - | - |

## Transports
Tcherniakhiv se trouve à 20 km de Jytomyr par le chemin de fer et à 26 km par la route R-10.